# Aeroportul Coolah
Aeroportul Coolah (IATA: CLH, ICAO: YCAH) este un aeroport din Noul Wales de Sud, Australia.
Situat la o altitudine de 505 m, aeroportul dispune de o singură pistă. Este operat de Warrumbungle Shire⁠(d).